# Кандаль
Канда́ль (кхмер. ខេត្កកណ្ដាល) — провінція в південній частині Камбоджі.

## Географія
Провінція оточує, однак не включає територію столиці держави — Пномпеня.

## Адміністративний поділ
В адміністративному відношенні провінція поділяється на 11 округів, 147 комун і 1088 сіл.
| Код  | Назва        | Оригінал |
| ---- | ------------ | -------- |
| 0801 | Кандальстинг | កណ្តាលស្ទឹង  |
| 0802 | Кієнсвай     | គៀនស្វាយ    |
| 0803 | Ксатькандаль | ខ្សាច់កណ្តាល  |
| 0804 | Кахтхом      | កោះធំ       |
| 0805 | Лекдаек      | លើកដែក     |
| 0806 | Лвеааєм      | ល្វាឯម     |
| 0807 | Муккампуль   | មុខកំពូល    |
| 0808 | Ангснуоль    | អង្គស្នួល   |
| 0809 | Поньняли     | ពញ្ញាឮ     |
| 0810 | С'анг        | ស្អាង      |
| 0811 | Такмау       | តាខ្មៅ      |